# Copa Libertadores (U-20) 2011
Die Copa Libertadores (U-20) 2011, (span.: Copa Libertadores Sub-20 de 2011), war die erste Austragung des internationalen Fußballwettbewerbs für U-20-Mannschaften südamerikanischer Vereine. Der Wettbewerb wurde vom südamerikanischen Fußballverband CONMEBOL organisiert.

## Modus
In der Gruppenphase wurden die Mannschaften nach Punkten eingestuft (3 Punkte für einen Sieg, 1 Punkt für ein Unentschieden, 0 Punkte für eine Niederlage). Bei Punktgleichheit wurde folgende Reihenfolge angewendet:
1. Tordifferenz
2. Anzahl erzielter Tore
3. Direkter Vergleich
4. Anzahl Rote Karten
5. Anzahl Gelbe Karten
6. Auslosung

Die Sieger, die Zweitplatzierten aller Gruppen sowie die zwei besten Dritten erreichten das Viertelfinale.

## Teilnehmende Mannschaften
2011 nahmen die folgenden Mannschaften an der Copa Libertadores Sub-20 teil:
| Land        | Verein                    | Qualifikationsgrund                  |
| ----------- | ------------------------- | ------------------------------------ |
| Argentinien | Boca Juniors              | Einladung                            |
| Bolivien    | Club Jorge Wilstermann    | Sub-20-Liga-Gewinner 2011            |
| Brasilien   | CR Flamengo               | Sub-18-Copa-São-Paulo-Gewinner 2011  |
| Chile       | CD Universidad Católica   | Sub-18-Liga-Gewinner 2010            |
| Kolumbien   | Millonarios FC            | Sub-20-Liga-Gewinner 2010            |
| Ecuador     | Independiente José Terán  | Torneio-Sub-18-„A“-Dritter 2010      |
| Mexiko      | Club América              | Torneo-Apertura-Sub-20-Gewinner 2010 |
| Paraguay    | Club Libertad             | Sub-20-Gewinner 2010                 |
| Peru        | Alianza Lima              | Sub-18-Gewinner 2010                 |
| Peru        | Universitario de Deportes | Sub-18-Zweiter 2010                  |
| Uruguay     | Nacional Montevideo       | Anual-Sub-19-Gewinner 2010           |
| Venezuela   | FC Caracas                | Serie-Nacional-Sub-20-Gewinner 2012  |

## Gruppenphase
Die Gruppenphase startete am 10. und endete am 18. Juni 2011.

### Gruppe A
| Pl. | Verein                    | Sp. | S | U | N | Tore    | Diff. | Punkte |
| --- | ------------------------- | --- | - | - | - | ------- | ----- | ------ |
| 1.  | Nacional Montevideo       | 3   | 2 | 1 | 0 | 004:100 | +3    | 07     |
| 2.  | Universitario de Deportes | 3   | 1 | 1 | 1 | 002:400 | −2    | 04     |
| 3.  | Club Libertad             | 3   | 1 | 0 | 2 | 004:300 | +1    | 03     |
| 4.  | Club Jorge Wilstermann    | 3   | 1 | 0 | 2 | 002:400 | −2    | 03     |

1. Spieltag
| Datum |                           | Ergebnis  |                        | Austragungsort         |
| ----- | ------------------------- | --------- | ---------------------- | ---------------------- |
| 10.6. | Nacional Montevideo       | 1:0 (1:0) | Club Libertad          | Estadio Monumental "U" |
| 10.6. | Universitario de Deportes | 1:0 (0:0) | Club Jorge Wilstermann | Estadio Monumental "U" |

2. Spieltag
| Datum |                           | Ergebnis  |                     | Austragungsort         |
| ----- | ------------------------- | --------- | ------------------- | ---------------------- |
| 13.6. | Club Jorge Wilstermann    | 2:4 (0:1) | Nacional Montevideo | Estadio Monumental "U" |
| 13.6. | Universitario de Deportes | 1:4 (1:1) | Club Libertad       | Estadio Monumental "U" |

3. Spieltag
| Datum |                           | Ergebnis  |                     | Austragungsort         |
| ----- | ------------------------- | --------- | ------------------- | ---------------------- |
| 16.6. | Club Jorge Wilstermann    | 1:0 (0:0) | Club Libertad       | Estadio Monumental "U" |
| 16.6. | Universitario de Deportes | 0:0       | Nacional Montevideo | Estadio Monumental "U" |

### Gruppe B
| Pl. | Verein                  | Sp. | S | U | N | Tore    | Diff. | Punkte |
| --- | ----------------------- | --- | - | - | - | ------- | ----- | ------ |
| 1.  | Boca Juniors            | 3   | 2 | 1 | 0 | 007:200 | +5    | 07     |
| 2.  | Alianza Lima            | 3   | 2 | 0 | 1 | 007:500 | +2    | 06     |
| 3.  | CD Universidad Católica | 3   | 1 | 0 | 2 | 004:800 | −4    | 03     |
| 4.  | FC Caracas              | 3   | 0 | 1 | 2 | 002:500 | −3    | 01     |

1. Spieltag
| Datum |              | Ergebnis  |                         | Austragungsort               |
| ----- | ------------ | --------- | ----------------------- | ---------------------------- |
| 11.6. | Boca Juniors | 3:1 (2:0) | CD Universidad Católica | Estadio Alejandro Villanueva |
| 11.6. | Alianza Lima | 2:1 (0:0) | FC Caracas              | Estadio Alejandro Villanueva |

2. Spieltag
| Datum |              | Ergebnis  |                         | Austragungsort               |
| ----- | ------------ | --------- | ----------------------- | ---------------------------- |
| 14.6. | Boca Juniors | 0:0       | FC Caracas              | Estadio Alejandro Villanueva |
| 14.6. | Alianza Lima | 4:0 (2:0) | CD Universidad Católica | Estadio Alejandro Villanueva |

3. Spieltag
| Datum |                         | Ergebnis  |              | Austragungsort               |
| ----- | ----------------------- | --------- | ------------ | ---------------------------- |
| 17.6. | CD Universidad Católica | 3:1 (1:0) | FC Caracas   | Estadio Alejandro Villanueva |
| 17.6. | Alianza Lima            | 1:4 (0:1) | Boca Juniors | Estadio Alejandro Villanueva |

### Gruppe C
| Pl. | Verein                   | Sp. | S | U | N | Tore    | Diff. | Punkte |
| --- | ------------------------ | --- | - | - | - | ------- | ----- | ------ |
| 1.  | CR Flamengo              | 3   | 1 | 2 | 0 | 004:200 | +2    | 05     |
| 2.  | Independiente José Terán | 3   | 1 | 1 | 1 | 004:400 | ±0    | 04     |
| 3.  | Club América             | 3   | 1 | 1 | 1 | 004:500 | −1    | 04     |
| 4.  | Millonarios FC           | 3   | 0 | 1 | 2 | 002:300 | −1    | 01     |

1. Spieltag
| Datum |              | Ergebnis  |                          | Austragungsort               |
| ----- | ------------ | --------- | ------------------------ | ---------------------------- |
| 12.6. | Club América | 2:2 (1:1) | Millonarios FC           | Estadio Alejandro Villanueva |
| 12.6. | CR Flamengo  | 2:2 (1:0) | Independiente José Terán | Estadio Alejandro Villanueva |

2. Spieltag
| Datum |              | Ergebnis  |                          | Austragungsort         |
| ----- | ------------ | --------- | ------------------------ | ---------------------- |
| 15.6. | CR Flamengo  | 0:0       | Millonarios FC           | Estadio Monumental "U" |
| 15.6. | Club América | 2:1 (1:0) | Independiente José Terán | Estadio Monumental "U" |

3. Spieltag
| Datum |                          | Ergebnis  |                | Austragungsort               |
| ----- | ------------------------ | --------- | -------------- | ---------------------------- |
| 18.6. | Independiente José Terán | 1:0 (0:0) | Millonarios FC | Estadio Alejandro Villanueva |
| 18.6. | CR Flamengo              | 2:0 (2:0) | Club América   | Estadio Alejandro Villanueva |

## Platzierung der Gruppendritten
| Pl. | Verein                  | Sp. | S | U | N | Tore    | Diff. | Punkte |
| --- | ----------------------- | --- | - | - | - | ------- | ----- | ------ |
| 1.  | Club América            | 3   | 1 | 1 | 1 | 004:500 | −1    | 04     |
| 2.  | Club Libertad           | 3   | 1 | 0 | 2 | 004:300 | +1    | 03     |
| 3.  | CD Universidad Católica | 3   | 1 | 0 | 2 | 004:800 | −4    | 03     |

## Finalrunde
|  | Viertelfinale | Viertelfinale |               |               | Halbfinale       | Halbfinale |  |  | Finale   | Finale   |
|  |               |               |               |               |                  |            |  |  |          |          |
|  | 20. Juni      |               |               |               |                  |            |  |  |          |          |
|  | Nacional      | 0             |               |               |                  |            |  |  |          |          |
|  | Nacional      | 0             | 22. Juni      |               |                  |            |  |  |          |          |
|  | América       | 1             |               |               |                  |            |  |  |          |          |
|  | América       | 1             | América       | 0             |                  |            |  |  |          |          |
|  |               |               | América       | 0             |                  |            |  |  |          |          |
|  |               | Boca Juniors  | 1             |               |                  |            |  |  |          |          |
|  | Boca Juniors  | Boca Juniors  | 1             | 2             |                  |            |  |  |          |          |
|  | Boca Juniors  |               |               | 2             |                  |            |  |  |          |          |
|  | Libertad      | 1             |               | 26. Juni      | 26. Juni         |            |  |  |          |          |
|  | 20. Juni      | 20. Juni      | Boca Juniors  | 1 (2)         |                  |            |  |  |          |          |
|  | 21. Juni      | 21. Juni      |               | Universitario | 1 (4)            |            |  |  |          |          |
|  | Universitario | 3             |               |               |                  |            |  |  |          |          |
|  | Independiente | 0             |               |               |                  |            |  |  |          |          |
|  | Independiente | 0             | Universitario | 0 (5)         |                  |            |  |  |          |          |
|  |               |               | Universitario | 0 (5)         | Spiel um Platz 3 |            |  |  |          |          |
|  |               | Alianza Lima  | 0 (4)         |               |                  |            |  |  |          |          |
|  | CR Flamengo   | Alianza Lima  | 0 (4)         | 1             | América          | 1          |  |  |          |          |
|  | CR Flamengo   | 23. Juni      |               | 1             | América          | 1          |  |  |          |          |
|  | Alianza Lima  | 5             |               | Alianza Lima  | 0                |            |  |  |          |          |
|  | Alianza Lima  | 5             |               |               | 0                |            |  |  |          |          |
|  | 21. Juni      | 21. Juni      |               |               |                  |            |  |  | 25. Juni | 25. Juni |

### Viertelfinale
| Datum |                           | Ergebnis  |                          | Austragungsort               |
| ----- | ------------------------- | --------- | ------------------------ | ---------------------------- |
| 20.6. | Nacional Montevideo       | 0:1 (0:0) | Club América             | Estadio Monumental "U"       |
| 20.6. | Boca Juniors              | 2:1 (0:1) | Club Libertad            | Estadio Monumental "U"       |
| 21.6. | Universitario de Deportes | 3:0 (0:0) | Independiente José Terán | Estadio Monumental "U"       |
| 21.6. | Alianza Lima              | 5:1 (1:1) | CR Flamengo              | Estadio Alejandro Villanueva |

### Halbfinale
| Datum |                           | Ergebnis        |              | Austragungsort               |
| ----- | ------------------------- | --------------- | ------------ | ---------------------------- |
| 22.6. | Club América              | 0:1 (0:1)       | Boca Juniors | Estadio Alejandro Villanueva |
| 23.6. | Universitario de Deportes | 0:0 (5:4 i. E.) | Alianza Lima | Estadio Monumental "U"       |

### 3. Platz
| Datum |              | Ergebnis  |              | Austragungsort               |
| ----- | ------------ | --------- | ------------ | ---------------------------- |
| 25.6. | Alianza Lima | 0:1 (0:0) | Club América | Estadio Alejandro Villanueva |

### Finale
| Datum |                           | Ergebnis              |              | Austragungsort         |
| ----- | ------------------------- | --------------------- | ------------ | ---------------------- |
| 26.6. | Universitario de Deportes | 1:1 (1:0) (4:2 i. E.) | Boca Juniors | Estadio Monumental "U" |